# Aula de teatro de la UAM

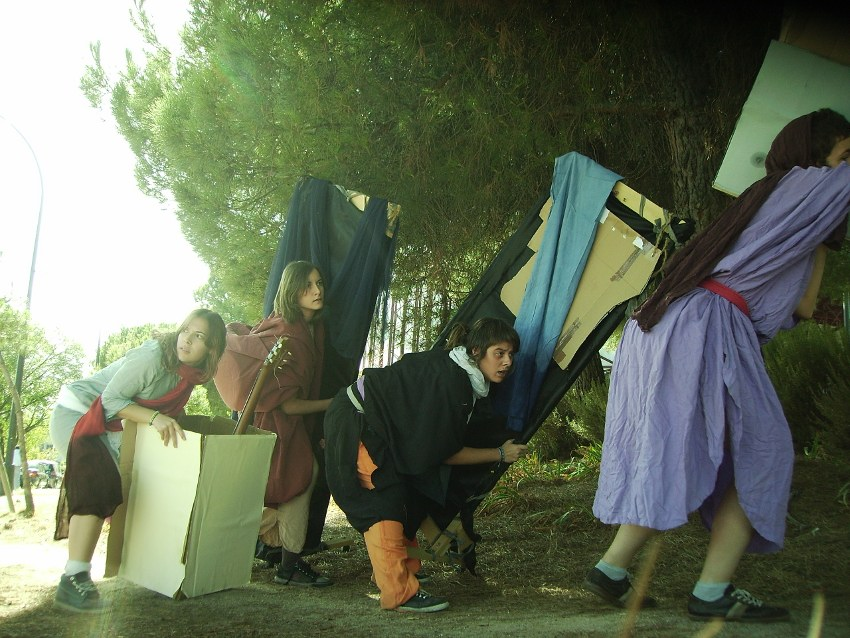
Cantar del amor y la muerte, basado en la obra A walk with love and death de John Huston. Octubre de 2009.

El aula de teatro de la UAM (atUAM) es un teatro universitario dependiente de la Oficina de actividades culturales del Vicerrectorado de Estudiantes y Extensión Universitaria de la Universidad Autónoma de Madrid, creada como órgano de expresión y comunicación escénica, para la creación de espectáculos teatrales que por su estética y sus temas puedan contribuir al desarrollo y la interrelación activa del universitario con su entorno.

## Trayectoria y obras representadas
El atUAM comenzó su actividad en 1981. Desde entonces, han sido directores artísticos de la misma Ricardo Lucia, Teresa Sánchez-Gall y Miguel Nieto. Desde 1992 está encargado de su animación y coordinación Jorge Amich. En sus sucesivas etapas también han colaborado en la actividad creativa del atUAM; en la dirección de escena y dramaturgia: Ignacio Calvache, Oscar Villa, Macarena Pombo, Daniel Erice, Chris Baldwin, La barraca (Bolonia-Italia), y Germán Bernardo; en la escenografía: Pilar Amich.

### Actividad docente
La actividad del aula se basa en dos programas, uno de talleres teórico-prácticos donde se va preparando material con el que hacer una representación final y unas jornadas de teatro social:
- Talleres de creación teatral. Se articula en una clase semanal durante todo el curso escolar, actualmente mantiene debido al alto número de inscripciones dos grupos diferentes.
- Encuentro de Teatro Comunitario (ETC) donde se realizan talleres de creación teatral colectiva, representaciones teatrales, mesas redondas, teatro foro y diversas actividades paralelas como visitas guiadas.[2]

### Montajes teatrales
- 1980: Las cuatro niñitas de Pablo Picasso , lectura dramatizada bajo la dirección Ricardo Lucia.

Selección de textos del siglo de oro español, lectura dramatizada dirigida por  Ricardo Lucia.
- 1981: El relevo de Gabriel Celaya , dirección Ricardo Lucia.

Entremeses, jácaras y mojigangas, de Pedro Calderón de la Barca, dirección Ricardo Lucia.
- 1982: La señora está para el arrastre de Dario Fo , dirigido por Ricardo Lucia.
- 1983: Pasen y vean, creación colectiva, dramaturgia y dirección Ricardo Lucia.
- 1984: ¿Apocalipsis? Now, gracias de Ana García-Castellano dirigida por Ricardo Lucia.
- 1985: a-UAM-ta-te, creación colectiva, dramaturgia y dirección Ricardo Lucia.
- 1986: Sainetes, de Ramón de la Cruz, dirigida por Teresa Sánchez-Gall.
- 1987: Un olor a ámbar, de Concha Romero, dirigida por Teresa Sánchez-Gall.
- 1988: Volpone o el zorro, de Ben Jonson, dirigida por Teresa Sánchez-Gall y Miguel Nieto.
- 1990: La era de la niebla, a partir de la novela de Jesús Ferrero, dirigida por Ignacio Calvache.
- 1991: Ligazón, de Ramón María del Valle-Inclán, dirigida por Oscar Villa.
- 1993: Carbón para Mike, a partir del poema de Bertolt Brecht, dramaturgia y dirección Jorge Amich y Macarena Pombo.
- 1994: La cruzada de los niños, a partir del poema de Bertolt Brecht, dramaturgia y dirección Jorge Amich y Macarena Pombo.
- 1996: La autopista del sur, a partir del relato de Julio Cortázar, dirección Jorge Amich.
- 1997: Si me quieres escribir..., a partir del relato de M. A. de la Parra Madrid-Sarajevo, dramaturgia y dirección Jorge Amich.
- 1998: Los días móviles, creación colectiva, dramaturgia y dirección Jorge Amich.
- 1999: El día menos pensado, creación colectiva, dramaturgia y dirección Jorge Amich.
- 2000: El bosque de cada día, a partir de pieza teatral de Dylan Thomas Bajo el bosque lácteo, dramaturgia y dirección Jorge Amich.
- 2001: Las noticias se pierden, a partir del poema de Bertolt Brecht La cruzada de los niños, dramaturgia y dirección Jorge Amich y Teatro Miranfú.
- 2002: Lpa, a partir del relato de Jean Giono El hombre que plantaba árboles, dramaturgia y dirección Jorge Amich.
- 2003: La orilla, creación colectiva, dramaturgia y dirección Jorge Amich.

e-Macbeth, a partir de La tragedia de Macbeth de William Shakespeare, dramaturgia y dirección Jorge Amich y Teatro Miranfú.
- 2004: Paulina y los generales, creación colectiva, dramaturgia y dirección Daniel Erice y Jorge Amich.

Donde sobra corazón, a partir del poemario España en el corazón de Pablo Neruda, dramaturgia y dirección de Daniel Erice y Jorge Amich.
Guantánamo Planet, creación colectiva, dramaturgia y dirección Jorge Amich.
- 2005: Menos noticias, más realidad , creación colectiva, dramaturgia y dirección Jorge Amich.

UrSA, creación colectiva, dramaturgia y dirección Jorge Amich.
7 razones para volverse invisible, creación colectiva a partir de Las ciudades invisibles de Italo Calvino, dramaturgia y dirección Jorge Amich.
Mariam quiere volver al mar, creación colectiva, dramaturgia y dirección Jorge Amich.
- 2006: No esperes a tener zapatos para echar a andar, creación colectiva a partir de El Sahara de Manuel Rivas, dramaturgia y dirección Jorge Amich.

El agua fresca, creación colectiva a partir de la vida y la obra de Jean Vigo, dramaturgia y dirección Jorge Amich.
37 preguntas a mi único amigo que vive al otro lado de la frontera, creación colectiva partir del poema de B. Atxaga, dramaturgia y dirección Chris Baldwin.
- 2007: El País de Nomeacuerdo. Vivir después de Chernóbil, creación colectiva a partir de Voces de Chernóbil. Crónica del futuro de Svetlana Alexievich, dramaturgia y dirección Jorge Amich.

Marea Negra/Marea Blanca, creación colectiva a partir de textos de Manuel Rivas y de testimonios de participantes en el movimiento de voluntarios por la catástrofe del Prestige, dramaturgia y dirección La Baracca (Bolonia -Italia).
- 2008: 1 Catástrofe, creación colectiva a partir de Voces de Chernóbil. Crónica del futuro de Svetlana Alexievich, dramaturgia y dirección Jorge Amich.

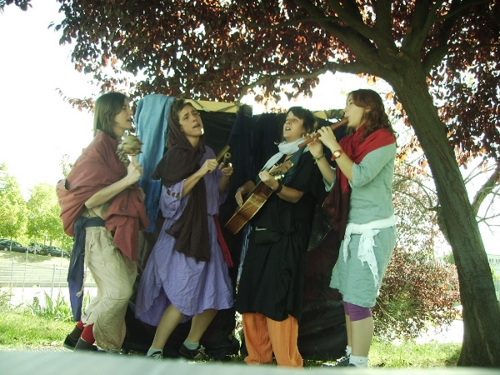
Ensayo de la obra octubre 2009.

Cantar del amor y la muerte, espectáculo de teatro de actores y títeres. Creación colectiva del Taller 07.08 del Aula de Teatro de la Universidad Autónoma de Madrid (atUAM) a partir de la película de John Huston  (A walk with love and death). Coordinación de la dramaturgia y la puesta en escena: Jorge Amich.
El traje nuevo del Emperador, creación colectiva a partir del cuento de Hans Christian Andersen, dramaturgia Jorge Amich y Germán Bernardo, y dirección Daniel Erice.
- 2009: Peter el rojo, el mono que se convirtió en hombre, creación colectica a partir de Informe para una Academia de Franz Kafka, dramaturgia y dirección Jorge Amich.
- 2011: Ultimas Noticias, recreación a partir de los artículos Noticias Perdidas de Santiago Alba Rico, dramaturgia y dirección Jorge Amich.
- 2012: Granja Animal, creación colectiva a partir de Rebelión en la Granja de George Orwell, dramaturgia y dirección Jorge Amich.

Tras la representación en abril, parte del equipo esta representación se decidió continuar con la aventura de Granja Animal. Se realizó un remontaje también bajo la dirección de Jorge Amich, perfeccionando y mejorando esta obra para diversas muestras. En esta nueva etapa estuvieron los actores: Alberto Aranda, Eduardo Alonso, Jorge Balbás, Miguel Castro, Daniel Martín, Javier Nuñez, Marta Romero, Raul Sacristán, Thomas Sheasby, Laura López y en un principio Dacil, Alexandra Mesa y Rochy Garcia.
Durante el año 2012 se representó en Colmenar Viejo, Móstoles y en el Aula de Teatro de la Universidad Autónoma de Madrid. En el año 2013 se pudo disfrutar en Alcobendas, Cantoblanco y en Errare Humanum Est (Bolonia-Italia).
En Bolonia también se realizó la creación colectiva Canto Di Rivolta, dramaturgia y dirección La Baracca.
- 2013: Noticias Futuras, en este año se realizó la creación colectiva a partir de los artículos Noticias Perdidas de Santiago Alba Rico, dramaturgia y dirección Jorge Amich.

Parte del equipo de esta propio montaje y de Granja Animal, decide unirse para el remontaje de Noticias Futuras bajo la dirección de Jorge Amich. Durante este proyecto participan los actores: Eduardo Alonso, Jorge Balbás, Miguel Castro, Fernando Hellin, Eva Madrigal, Daniel Martín, Laura Nanclares, Javier Nuñez, Laura Cáceres, Marta Romero, Raul Sacristán.
Durante el año 2013 se representó en Colmenar Viejo y en el Aula de Teatro de la Universidad Autónoma de Madrid. Durante el año 2014 ha sido seleccionado para participar en el Festival Europeo de HEC-Paris, "Festival D´Hivern", que se celebrara el mes de febrero.

## Premios
- 2006: Premio de los espectadores de Simulacro06' – sección teatral del Festival Internacional de Benicasin.

- 2005: Premio a la Teatralidad de la 1.ª Muestra de Teatro Universitario de la Universidad Rey Juan Carlos de Madrid'

- 2004: Premio Especial del Jurado del Festival D´Hivern,' Festival Europeo de Teatro Universitario de la HEC-Paris, por La Orilla.

- 2003: 1.er Premio del V Acthea', Festival Europeo de Teatro Universitario de la Escuela de Minas de Albi – Francia, por Las noticias se pierden

- 2002: Nominación al Premio a la mejor puesta en escena del VII Festival de Teatro Aficionado de Rivas-Vaciamadrid', por Las noticias se pierden

- 1999: Mención especial a la mejor puesta en escena II Certamen de Teatro Universitario de la Comunidad de Madrid, por El día menos pensado

- 1998: 1.er. Premio I Certamen de Teatro Universitario de la Comunidad de Madrid, por Los días móviles

- 1990: 1.er Premio exaequo VI Certamen de Teatro Aficionado de la Comunidad de Madrid, por Volpone o el Zorro